# Ctenus miserabilis
Ctenus miserabilis är en spindelart som beskrevs av Embrik Strand 1916. Ctenus miserabilis ingår i släktet Ctenus och familjen Ctenidae.
Artens utbredningsområde är Colombia. Inga underarter finns listade i Catalogue of Life.